# You Are Cordially Invited
"You Are Cordially Invited" és el setè episodi de la sisena temporada de la sèrie de televisió de ciència-ficció estatunidenca Star Trek: Deep Space Nine, el 131è de tota la sèrie. Originalment es van emetre en redifusió a partir del 10 de novembre de 1997. El guió fou escrit per Ronald D. Moore i fou dirigit per David Livingston.
Ambientada al segle XXIV, la sèrie segueix les aventures a Espai Profund 9, una estació espacial situada prop d'un forat de cuc estable entre els Quadrants Alfa i Gamma de la Via Làctia, prop del planeta Bajor, mentre els bajorans es recuperen d'una brutal ocupació de dècades pels imperialistes cardassians. El Quadrant Gamma acull un imperi hostil conegut com el Domini, governat pels Fundadors que canvien de forma. El final de la cinquena temporada, "Call to Arms", va veure esclatar la guerra entre la Federació Unida de Planetes i el Domini, que pren el control d’Espai Profund 9, que és recuperat en l'episodi anterior. Aquest episodi se centra en el casament dels personatges principals Worf i Jadzia Dax, en una pausa en la trama dramàtica en curs de la Guerra del Domini. Entre les estrelles convidades amb papers importants a l'episodi hi ha J. G. Hertzler com a Martok, Marc Worden com a Alexander Rozhenko i Shannon Cochran com a Sirella. Va tenir unes qualificacions de Nielsen de 6,5 punts, les més altes de la temporada 6.

## Argument
Els tinents comandants Worf i Jadzia Dax planegen el seu tan esperat casament. Com que Dax s'unirà a la família substituta de Worf, la Casa de Martok, accepta sotmetre's a l'avaluació tradicional de la mestressa de la casa, l'esposa de Martok, Sirella. Dax se sorprèn en saber que, com a no klíngon, gairebé segur que no aconseguirà guanyar-se el favor de Sirella. En assabentar-se que Sirella desaprova Dax, Worf demana a Martok que intervingui, però Martok es nega a interferir amb la prerrogativa de Sirella.
Worf convida el seu fill Alexander, així com el Capità Sisko, el Cap O'Brien i el Dr. Bashir a unir-se a ell i Martok a Kal'Hyah, que esperen que sigui l'equivalent klíngon d'una festa de comiat de solter. Es deceben en saber que en realitat és una prova cerimonial de quatre dies que consisteix en proves físiques que inclouen dejuni i sagnia.
Dax lluita per complir els exigents estàndards de Sirella. Quan se li demana que reciti la història de la família de Sirella, Dax enfurisma la seva futura sogra revelant el seu descobriment que Sirella no té sang imperial i que descendeix d'una concubina.
Dax s'organitza una festa de comiat de soltera, que Sirella interromp per exigir-li que realitzi un ritual. Quan Dax li diu que marxi, Sirella amenaça amb cancel·lar el casament. La confrontació es converteix en una agressió física i Sirella marxa furiosa. L'endemà al matí, Worf informa a Dax que Sirella li ha prohibit unir-se a la Casa de Martok. Li demana que demani perdó a Sirella, però Dax es nega a suportar més humiliació només perquè Worf pugui tenir una cerimònia klíngon. Rebutja el seu suggeriment de simplement fer que Sisko oficiï, i els dos cancel·len el casament.
Martok persuadeix Worf perquè demani disculpes a Dax, però ella es nega a canviar d'opinió. Decidida a veure els amants casar-se, Sisko va a veure Dax. Descriu les indignitats a les quals ha estat sotmesa, recordant-li que, com a Curzon Dax, era ambaixadora de la Federació a l'Imperi Klingon. Sisko assenyala que, tot i que comparteix els records de Curzon, és una persona nova, i que Sirella només la veu com una dona jove que vol casar-se amb un membre de la seva família. Sisko afirma que Dax sabia en què s'estava ficant quan va acceptar casar-se amb Worf, i que ha d'honorar les tradicions del seu poble. Escalfada pel seu profund amor per Worf, Dax segueix el consell de Sisko, i es casen amb la benedicció de Sirella. Un cop acabada la cerimònia, O'Brien i Bashir ataquen amb entusiasme la parella amb bastons encoixinats, tant d'acord amb les tradicions matrimonials klíngon com per venjar-se de les dificultats que han patit.

## Actors convidats
- J. G. Hertzler - Martok
- Marc Worden -  Alexander Rozhenko
- Shannon Cochran - Sirella
- Chase Masterson - Leeta
- Aron Eisenberg - Nog
- Max Grodénchik - Rom
- Sidney S. Liufau - Manuele Atoa

## Recepció
El 2019, CBR va classificar "You Are Cordially Invited" com el 13è episodi més divertit de Star Trek. En particular, assenyalen que Bashir i O'Brien, preparats per gaudir del que presumeixen que és una festa, han de suportar una nit de durs rituals klíngon amb Worf. En canvi Keith DeCandido a tor.com només li va donar quatre punts sobre deu, manifestant que tot i que li va agradar la cerimònia del casament, i encara més el comiat de solter klíngon, l'argument surt d'un clixé de manual de com fer un episodi de casament, com Un dia d'en Data. Per la seva banda, Jamahl Epsicokhan li atorga tres estrelles i mitja sobre quatre, tot i que el considera "Agradable, però previsible. Naturalment, si es tracta d'espectacles d'"esdeveniments" de casament".
El 2018, SyFy va incloure aquest episodi a la seva guia de marató de sèries sobre el personatge de Jadzia Dax.

## Llegat
El dissenyador del joc, Unitvector, va crear el joc d'aventures de text "The Path of Clarity" basat en "You are Cordially Invited".